# Ruschia curta
Ruschia curta är en isörtsväxtart som först beskrevs av Adrian Hardy Haworth, och fick sitt nu gällande namn av Schwant. Ruschia curta ingår i släktet Ruschia och familjen isörtsväxter. Inga underarter finns listade i Catalogue of Life.